# Cryptoheros sajica
Cryptoheros sajica és una espècie de peix de la família dels cíclids i de l'ordre dels perciformes.

## Morfologia
Els mascles poden assolir els 9 cm de longitud total.

## Distribució geogràfica
És endèmic de l'Amèrica Central: zona pacífica de Costa Rica.